# Dixella torrentia
Dixella torrentia är en tvåvingeart som beskrevs av Lane 1939. Dixella torrentia ingår i släktet Dixella och familjen u-myggor. Inga underarter finns listade i Catalogue of Life.